# SpaceX Crew-4
SpaceX Crew-4 foi o quarto voo operacional com tripulação da nave Crew Dragon e o quinto voo orbital com tripulação geral. A missão foi lançada no dia 27 de abril de 2022. A missão Crew-4 transporta quatro membros da tripulação para a Estação Espacial Internacional (ISS). Em maio de 2021, dois astronautas da NASA e um da ESA foram designados para a missão, com Jessica Watkins sendo nomeada em novembro de 2021.

## Tripulação
Os astronautas da NASA Kjell Lindgren e Robert Hines foram anunciados em 12 de fevereiro de 2021 para a tripulação. Samantha Cristoforetti foi nomeada como comandante da Expedição 68 no dia 28 de maio de 2021. Jessica Watkins foi nomeada como Especialista de Missão no dia 16 de novembro de 2021. Devido a diminuição da duração da missão, Cristoforreti não será mais a comandante da Expedição 68. Porém, comandou parte da Expedição 68.
| Posição                  | Astronauta             |
| ------------------------ | ---------------------- |
| Comandante da espaçonave | Kjell Lindgren         |
| Piloto                   | Robert Hines           |
| Especialista de missão 1 | Samantha Cristoforetti |
| Especialista de missão 2 | Jessica Watkins        |

## Missão
A quarta missão operacional da SpaceX no Programa de Tripulação Comercial foi lançada no dia 27 de abril de 2022.